# Kus-kus
Kus-kus  (berberski: ⵙⴽⵙⵓ, seksu) je tradicionalno berbersko jelo od pšenične krupice  (granule durum pšenice) kuhano na pari. Tradicionalno se servira s mesom ili povrćem odnosno varivom preko njega. Kus-kus je glavna namirnica u kuhinjama sjevernoafričkih zemalja (Maroko, Alžir, Tunis, Mauritanija, Libija).
Kus-kus serviran s ribom je tradicionalno jelo na zapadnoj Siciliji, a predstavlja se i kao tradicionalni prehrambeni proizvod koji službeno priznaje talijansko Ministarstvo poljoprivrede.
Kus-kus je izabran kao treće najdraže jelo Francuza u 2011. godini.

## Etimologija
Izvorni naziv je izveden iz berberskog jezika (berberski:seksu [što znači dobro valjano, dobro formirano, zaobljeno]).
U svijetu danas postoji mnogo naziva i izgovora za kus-kus. U berberskom je poznat kao Seksu ili Kesksu, a u arapskom(كسك)se izgovara Kuskus. Poznat je i kao Ṭa`ām (طعام, što doslovno znači "hrana")  u Alžiru, "Seksu" ili "Kesksu" u Maroku; Kuseksi u Tunisu, Libiji, Kuskusi (كسكسي) u Egiptu, i Keskes kod Tuarega.

## Povijest
Prvi pisani trag o kus-kusu nalazimo u kuharici iz 13. stoljeća pod nazivom Kitāb al-tabǐkh fǐ al-Maghrib wa'l-Andalus (arapski), "Kuharica Magreba i Al-Andalusa", s receptima za kus-kus koji su danas poznati širom svijeta. Danas je kus-kus poznat kao nacionalno jelo zemalja sjeverne Afrike. Nakon toga se kus-kus brzo širio i bio je poznat do Tripolitanije na zapadu dok je na istoku u području Cirenaike prevladavala egipatska kuhinja s kus-kusom samo kao povremeno jelo. U Alžiru, Maroku, Tunisu i Libiji kus-kus je osnovna prehrambena namirnica. Isto tako, kus-kus je nacionalno jelo Alžira. U 16. stoljeću kus-kus je prešao iz Sirije u Tursku gdje se jeo u većini južnih provincija.

## Pripremanje
Pšenična se krupica škropi vodom i rukama se valja kako bi se oblikovale male kuglice, posipa se brašnom kako bi kuglice bile odvojene te se zatim prosije. Manje kuglice koje prođu kroz sito se ponovno pospu krupicom i valjaju rukama sve dok se ne dobiju veće kuglice. Taj postupak se ponavlja sve dok se sva krupica ne oblikuje u kuglice odgovarajuće veličine. Ovaj proces je radno intenzivan. Tradicionalna metoda spravljanja podrazumijevala je okupljanje veće grupe žena koje prave kus-kus i po nekoliko dana, te su se tako stvarale veće zalihe. Nakon toga kus-kus se suši na suncu i upotrebljava nekoliko mjeseci. Tradicionalno se pravio od tvrdog dijela durum pšenice, dijela koji bi ostao čitav nakon mljevenja pod mlinskim kamenom. Danas je proizvodnja mehanizirana, a proizvod se prodaje u trgovinama.
Pravilno kuhani kus-kus je svijetao i pahuljast te nije ljepljiv. Tradicionalno se u sjevernoj Africi koriste posude za kuhanje na paru (zvane كِسْكَاس kiskas u arapskom ili  Couscoussier u francuskom jeziku). U doljnjoj posudi se kuha meso ili povrće kao varivo, a na tu posudu se stavlja druga posuda (poput poklopca) u kojoj se na pari kuha kus-kus koji upija mirise iz variva. Na rubovima postoje rupe koje omogućavaju pari da izađe van. Do sada je pronađeno malo arheoloških dokaza tih posuda, vjerojatno jer su bile izrađene od organskih materijala.

## Instant kus-kus
Kus-kus koji se prodaje u većini supermarketa zapadnih zemalja je prethodno kuhan na pari i osušen. Pakiranja uglavnom sadrže upute po kojima treba dodati 1,5 šalicu kipuće vode za svaku mjeru kus-kusa te poklopiti na pet minuta. Kus-kus nabuja za nekoliko minuta i spreman je za posluživanje. Prethodno kuhan kus-kus zahtijeva kraće vrijeme pripreme od uobičajenog kus-kusa, tjestenine ili riže.